# Hans-Christoph von Mosch
Hans-Christoph von Mosch (* 1963) ist ein deutscher Klassischer Archäologe, Numismatiker und Antikenhändler.

## Leben
Hans-Christoph von Mosch ist Sohn des Regierungspräsidenten Heinrich von Mosch (1930–2014). Aufgewachsen in München und Ansbach wurde er von 1984 bis 1986 in Freyung beim Gebirgspanzeraufklärungsbataillon 8 zum Reserveoffizier ausgebildet. Er studierte von 1986 bis 1995 in München, Freiburg und Bonn Klassische und Provinzialrömische Archäologie sowie Alte Geschichte. Promoviert wurde er bei Paul Zanker mit einer Dissertation zum Thema „Statuenzitate auf Münzen.“ Die Arbeit wurde zu einem Teil als Monografie (Bilder zum Ruhme Athens, Mailand 1999), zum anderen in einzelnen Aufsätzen veröffentlicht. In den 1980er Jahren nahm er an Ausgrabungen im Limeskastell Ellingen, im Vicus von Weißenburg und unter der Leitung von August Strobel im jordanischen Ez-Zara (Kallirhoe) teil. 1988 bis 2002 arbeitete er bei diversen Kampagnen des Deutschen Archäologischen Instituts in Aizanoi (Türkei) als Numismatiker, Schnittleiter und Bearbeiter der Skulpturenfunde.
1995 begann er seine berufliche Karriere in der Giessener Münzhandlung München. 2000 wurde die Firma in Gorny & Mosch GmbH umbenannt. Als Anteilseigner und Geschäftsführer ist er dort bis heute tätig. Seit 1998 erweiterte das Auktionshaus unter seiner Expertise die Geschäftsfelder vom numismatischen Handel zum Kunsthandel. Heute bietet Gorny & Mosch Auktionen mit Münzen der Antike sowie Münzen und Medaillen der Neuzeit ebenso wie mit Kunstobjekten der Antike, Asiatika, präkolumbischer und afrikanischer Kunst. Das Münchner Auktionshaus kann mittlerweile auf 300 Auktionen seit seiner Gründung 1970 zurückblicken. 
Von Mosch war von 2005 bis 2008 Präsident des IBSCC (International Bureau for the Suppression of Counterfeit Coins) im Verband International Association of Professional Numismatists (IAPN), wo er heute noch Mitglied und Experte für Münzen der Antike ist. Von 2016 bis 2018 war er zweiter Vorsitzender der Deutschen Gesellschaft für Medaillenkunst. Seit 2007 sitzt von Mosch im Vorstand der Bayerischen Numismatischen Gesellschaft. Seit 2022 ist er Mitglied in der Redaktion des Jahrbuches für Numismatik und Geldgeschichte. Seit 2015 ist er Vorsitzender des Aufsichtsrats der Sixbid AG. 
Seine wissenschaftlichen Interessen umfassen das Porträt in der Antike (Themistokles etc.), Zitate von Skulpturen auf antiken Münzen, Antinoos sowie die Geschichte diverser antiker Poleis (Aizanoi, Ikonion, Athen, Magnesia, Nikaia, Amastris etc.).

## Schriften (Auswahl)
- Bilder zum Ruhme Athens. Aspekte des Städtelobs in der kaiserzeitlichen Münzprägung Athens (= Nomismata Bd. 4). Mailand 1999, ISBN 88-87235-06-6.
- mit Margret Nollé, Peter M. Rothenhöfer, Gisela Schmied-Kowarzik, Hertha Schwarz (Hrsg.): Panegyrikoi Logoi. Festschrift für Johannes Nollé zum 65. Geburtstag. Habelt, Bonn 2019, ISBN 978-3-7749-4215-8.